# Arménie au Concours Eurovision de la chanson 2020
L'Arménie était l'un des quarante et un pays participants prévus du Concours Eurovision de la chanson 2020, qui aurait dû se dérouler à Rotterdam aux Pays-Bas. Le pays aurait été représenté par la chanteuse Athena Manoukian et sa chanson Chains on You, sélectionnées via l'émission Depi Evratesil 2020. L'édition est finalement annulée en raison de la pandémie de Covid-19.

## Sélection
Le diffuseur arménien confirme sa participation à l'Eurovision 2020 le 29 octobre 2019. Quelques jours plus tard, le 5 novembre 2019, le diffuseur confirme que le format Depi Evratesil sera de nouveau utilisé comme sélection du pays.

### Format
La sélection est constituée d'une finale seule, lors de laquelle douze chansons seront en compétition. Le vainqueur sera alors désigné par un vote cumulant le vote d'un jury arménien, le vote d'un jury international et le télévote, chacun comptant pour un tiers du total.

### Chansons
Le diffuseur ouvre, du 5 novembre au 31 décembre 2019, une période de dépôt des candidatures, au terme de laquelle 53 chansons ont été reçues par le diffuseur. Les douze chansons sélectionnées sont annoncées le 28 janvier 2020. La finale a lieu le 15 février 2020.

### Résultats
| Ordre | Artiste                     | Chanson                  | Jury international | Jury arménien | Télévote | Total | Place |
| ----- | --------------------------- | ------------------------ | ------------------ | ------------- | -------- | ----- | ----- |
| 1     | Agop                        | Butterflies              | 27                 | 33            | 15       | 75    | 10    |
| 2     | Karina EVN                  | Why?                     | 30                 | 29            | 25       | 84    | 9     |
| 3     | Hayk Music                  | What It Is To Be In Love | 27                 | 20            | 10       | 57    | 12    |
| 4     | ERNA                        | Life Faces               | 34                 | 31            | 55       | 120   | 2     |
| 5     | EVA Rida                    | No Love                  | 40                 | 39            | 5        | 84    | 8     |
| 6     | Athena Manoukian            | Chains on You            | 60                 | 58            | 50       | 168   | 1     |
| 7     | Gabriel Jeeg                | It’s Your Turn           | 39                 | 20            | 40       | 99    | 5     |
| 8     | Sergey & Nikolay Harutyunov | Ha, Take a Step          | 15                 | 36            | 45       | 96    | 7     |
| 9     | Miriam Baghdasaryan         | Run Away                 | 33                 | 40            | 35       | 108   | 4     |
| 10    | Vladimir Arzumanyan         | What’s Going On Mama     | 27                 | 31            | 60       | 118   | 3     |
| 11    | Arthur Aleq                 | Heaven                   | 30                 | 15            | 20       | 65    | 11    |
| 12    | TOKIONINE                   | Save Me                  | 28                 | 38            | 30       | 96    | 6     |

Au terme de la soirée, Athena Manoukian et sa chanson Chains on You sont désignées pour représenter l'Arménie à l'Eurovision 2020.

## À l'Eurovision
L'Arménie aurait participé à la deuxième demi-finale, le 14 mai puis, en cas de qualification, à la finale du 16 mai 2020.
Le 18 mars 2020, l'annulation du Concours en raison de la pandémie de Covid-19 est annoncée.